# 经济法
经济法是公法，是调整国家对市场经济活动实行干预、管理、调控所产生的经济关系的法律规范的总称。随着部门法划分界限的逐渐明确以及法学学科的不断发展，“经济法”这一概念的法学意义已经被特定化为与民商法相并列的经济法法律部门以及与其相对应的经济法学科，而不再是“调整经济法关系的法”或“与经济法相关的法”这样的表面含义。

## 经济法的产生
一般认为，现代意义的经济法是在市场经济从自由竞争阶段进入到垄断阶段以后才产生的。如美国1890年通过的规范托拉斯行为的《谢尔曼法》、德国1896年通过的规范不正当竞争行为的《反不正当竞争法》等，都是经济法产生初期的重要立法，是经济法产生的标志。在德国、日本等大陆法系国家，对于经济法的研究较为深入；在美国、英国等英美法系国家，虽然一般不强调“经济法”之名，但也同样在财政、税收、金融、市场竞争等方面，存在着大量的“经济法规范”。事实上，只要是搞现代市场经济的国家，就离不开宏观调控和市场规制，就需要有相关的经济法规范。

## 经济法的体系
经济法的体系存在争议，特别是在经济管理专业里，经济法包括了商法、民法的内容。经济法学界自认为经济法是一个独立的部门法，其体系包括：其一，经济法主体制度，涉及国有资产管理法、国有企业法、特殊企业，市场准入制度。其中市场准入制度与行政法有部分重合，但行政法的适用偏向于程序审查，而经济法的适用则偏向于实体审查。其二，公共经济管理法，涉及规划和产业政策法，财政法，税法，金融证券法，会计和审计法等。其三，经济活动法，涉及政府参与的经济合同制度，竞争法和对外贸易政策法，消费者法等。
- 经济法主体制度
  - 国有资产管理法
  - 公司法
  - 国有企业法（全民所有制工业企业法）
  - 合伙企业法
  - 个人独资企业法
  - 外商投资企业法

- 公共经济管理法
  - 规划与产业政策法
  - 税法
  - 财政法
  - 金融证券法
  - 价格法
  - 会计和审计法
  - 对外贸易政策法

- 经济活动法
  - 经济合同制度
  - 竞争法
    - 反垄断法
    - 反不正当竞争法

  - 消费者法
  - 产品质量法

## 著名学者
- 江平，中国著名法学家，有“民法泰斗”之称，曾任中国政法大学校长、全国人大常委会委员，中国政法大学终身教授，民商法专业博士生导师，国务院批准的有突出贡献、享受政府津贴的专家。
- 漆多俊，武汉大学、中南大学、厦门大学博士生导师，任中国法学会理事、中国经济法研究会副会长。
- 史际春，中国人民大学经济法教研室主任、经济法学研究中心主任，中国法学会经济法学研究会副会长。